# 205
205（二百五、にひゃくご）は自然数、また整数において、204の次で206の前の数である。

## 性質
- 205 は合成数であり、約数は 1, 5, 41 と 205 である。
  - 約数の和は252。
    - 約数の和が回文数になる16番目の数である。1つ前は201、次は208。(オンライン整数列大辞典の数列 A028980)
- 66番目の半素数である。1つ前は203、次は206。
- 各位の和が7になる16番目の数である。1つ前は160、次は214。
- 205 = 32 + 142 = 62 + 132
  - 異なる2つの平方数の和で表せる62番目の数である。1つ前は202、次は208。(オンライン整数列大辞典の数列 A004431)
  - 異なる2つの平方数の和2通りで表せる8番目の数である。1つ前は185、次は221。
  - 2つの平方数の和2通りで表せる10番目の数である。1つ前は200、次は221。
- 205 = 52 + 62 + 122
  - 3つの平方数の和1通りで表せる71番目の数である。1つ前は202、次は212。(オンライン整数列大辞典の数列 A025321)
  - 異なる3つの平方数の和1通りで表せる63番目の数である。1つ前は202、次は211。(オンライン整数列大辞典の数列 A025339)
- 205 = 23 + 23 + 43 + 53
  - 4つの正の数の立方数の和で表せる45番目の数である。1つ前は200、次は206。(オンライン整数列大辞典の数列 A003327)
- 205 = 28 − 26 + 24 − 22 + 20
  - n = 2 のときの n8 − n6 + n4 − n2 + 1 の値とみたとき1つ前は1、次は5905。(オンライン整数列大辞典の数列 A060892)
  - 205 = 44 − 43 + 42 − 41 + 40
    - n = 4 のときの n4 − n3 + n2 − n1 + 1 の値とみたとき1つ前は61、次は521。(オンライン整数列大辞典の数列 A060884)
    - 205 = 1 − 4 + 42 − 43 + 44
      - 初項 1、公比 −4 の等比数列の和とみたとき1つ前は−51、次は−819。(オンライン整数列大辞典の数列 A014985)
      - 205 = 45 + 1/4 + 1

## その他 205 に関連すること
- 西暦205年
- 国鉄205系電車 - 1980年代に製造開始された国鉄末期の鉄道車両。
- プジョー・205 - プジョーが製造していた小型のハッチバック型自動車。
- 第205代ローマ教皇はグレゴリウス12世（在位：1406年11月30日〜1415年7月4日）である。